# Електрогірація

## Визначення
Електрогіра́ція є ефектом просторової дисперсії і полягає у виникненні або зміні оптичної активності (гірації) в кристалах під дією постійного або змінного електричного поля.
Як явище просторової дисперсії — електрогірація відрізняється від ефекту Фарадея поведінкою приросту оптичної активності при зміні знаку хвильового вектора, тобто при електрогіраційному ефекті приріст оптичної активності змінює знак при зміні знаку хвильового вектора, а при ефекті Фарадея — ні.
Електрогіраційний ефект, пропорційний до напруженості електричного поля (лінійна електрогірація) дозволений у кристалах, що належать до всіх точкових груп симетрії, за винятком трьох кубічних — m3m, 432 і {\displaystyle {\overline {4}}3m}, а ефект пропорційний до квадрата напруженості електричного поля (квадратична електрогірація) дозволений симетрією лише в ацентричних кристалах.

## Історична довідка
Зміна знаку оптичної активності, індукована електричним полем вперше спостерігали в сегнетоелектричних кристалах LiH3(SeO4)2 Г. Футама і Р. Пепінський у 1961 р. при переполяризації сегнетоелектричних доменів (зміна точкової групи симетрії при фазовому переході 2/m — m). Спостережуване явище пояснювалось особливістю доменної структури (взаємозаміщенням оптичних осей при переполяризації доменної структури), а не електрогірацією, індукованою спонтанною поляризацією. Вперше опис електрогіраційного ефекту, індукованого електричним полем і спонтанною поляризацією при сегнетоелектричних фазових переходах на основі аксіальних тензорів третього рангу, був запропонований К. Аізу в 1963 р. (стаття надійшла в редакцію 9 вересня 1963 р.). Імовірно, К. Аізу був першим, хто визначив електрогіраційний ефект:
The rate of change of the gyration with the biasing electric field at zero value of the biasing electric field is provisionally referred to as „electrogyration“.
Термін «електрогірація» був вперше запропонований теж К. Аізу. Одночасно з К. Аізу, І. С. Жолудєв описав електрогірацію в 1964 р. на основі симетрійного підходу і тензорних співвідношень р. (стаття надійшла в редакцію 21 лютого 1964 р.). У цій статті електрогірація називалась електрооптичною активністю. В 1969 р. О. Г. Влох вперше експериментально виявив електрогіраційний ефект, індукований електричним полем у кристалах кварцу і визначив коефіцієнти квадратичної електрогірації (стаття надійшла в редакцію 7 липня 1969 р.).
Таким чином, електрогіраційний ефект був передбачений і описаний, одночасно японським вченим К.Аізу та російським вченим І. С. Жолудєвим в 1963—1964 рр. і вперше експериментально виявлений українським вченим О. Г. Влохом у 1969 рр.

## Опис явища

### Електродинамічний опис
Вектор напруженості електричного поля (або індукції) електромагнітної хвилі, яка поширюється в гіротропному кристалі можна представити, як:
{\displaystyle E_{i}=B_{ij}^{0}D_{j}+{\tilde {\delta }}_{ijk}{\frac {\partial D_{j}}{\partial x_{k}}}=B_{ij}^{0}D_{j}+(ie_{ijl}{\tilde {g}}_{lk}k_{k})D_{j}\,}, (1)
або
{\displaystyle D_{i}=\epsilon _{ij}^{0}E_{j}+\delta _{ijk}{\frac {\partial E_{j}}{\partial x_{k}}}=\epsilon _{ij}^{0}E_{j}+(ie_{ijl}{g}_{lk}k_{k})E_{j}\,}, (2)
де:
- {\displaystyle B_{ij}^{0}} — тензор оптичних поляризаційних констант
- {\displaystyle \epsilon _{ij}^{0}} — тензор діелектричної проникливості
- {\displaystyle {\tilde {g}}_{lk}{\overline {n}}=g_{kl}}, {\displaystyle {\overline {n}}} — середнє значення показників заломлення
- {\displaystyle D_{j}\,} — індукція
- {\displaystyle \delta _{ijk}\,}, {\displaystyle {\tilde {\delta }}_{ijk}} — полярний тензор третього рангу
- {\displaystyle e_{ijl}\,} — повністю антисиметричний, одиничний псевдотензор Леві-Чівіта
- {\displaystyle k_{k}\,} — хвильовий вектор {\displaystyle g_{lk}\,}
- {\displaystyle {\tilde {g}}_{lk}} — аксіальні тензори другого рангу (тензори гірації).

Питомий кут повороту площини поляризації {\displaystyle \rho \,} спричинений природною оптичною активністю визначається співвідношенням:
{\displaystyle \rho ={\frac {\pi }{\lambda n}}g_{lk}l_{l}l_{k}={\frac {\pi }{\lambda n}}G}, (3)
де:
- {\displaystyle n\,} — показник заломлення
- {\displaystyle \lambda \,} — довжина хвилі оптичного випромінювання
- {\displaystyle l_{l}\,} і {\displaystyle l_{k}\,} — трансформаційні співвідношення між Декартовою і сферичною системами координат ({\displaystyle l_{1}=\sin \Theta \cos \varphi \,}, {\displaystyle l_{2}=\sin \Theta \sin \varphi ,l_{3}=\cos \Theta })
- {\displaystyle G\,} — псевдоскалярний параметр гірації.

Електрогіраційний приріст гіраційного тензора під дією електричного поля {\displaystyle E_{m}\,} і/або {\displaystyle E_{n}\,} запишеться, як:
{\displaystyle \Delta g_{lk}=\gamma _{lkm}E_{m}+\beta _{lkmn}E_{m}E_{n}\,}, (4)
де {\displaystyle \gamma _{lkm}} і {\displaystyle \beta _{lkmn}\,} аксіальні тензори третього і четвертого рангів, які описують лінійну і квадратичну електрогірацію, відповідно. При відсутності лінійного двозаломлення електрогіраційний приріст питомого повертання площини поляризації світла запишеться, як:
{\displaystyle \Delta \rho ={\frac {\pi }{\lambda n}}g_{lk}l_{l}l_{k}={\frac {\pi }{\lambda n}}\Delta G={\frac {\pi }{\lambda n}}(\gamma _{lkm}E_{m}+\beta _{lkmn}E_{m}E_{n})l_{l}l_{k}}. (5)
Електрогіраційний ефект може індукуватись спонтанною поляризацією при сегнетоелектричних фазових переходах:
{\displaystyle \Delta \rho ={\frac {\pi }{\lambda n}}g_{lk}l_{l}l_{k}={\frac {\pi }{\lambda n}}\Delta G={\frac {\pi }{\lambda n}}({\tilde {\gamma }}_{lkm}P_{m}^{s}+{\tilde {\beta }}_{lkmn}P_{m}^{s}P_{n}^{s})l_{l}l_{k}}. (6)
Енантиоморфізм сегнетоелектричних доменів з'являється саме завдяки електрогіраційному ефекту, індукованому спонтанною поляризацією.

### Симетрійний опис
Електрогіраціний ефект можна досить просто пояснити на основі симетрійного підходу, тобто на основі симетрійних принципів Кюрі і Неймана (принцип Кюрі і принцип Ноймана). У кристалах, які володіють центром симетрії оптична активність (гірація) є забороненою оскільки відповідно до принципу Ноймана точкова група симетрії середовища повинна бути підгрупою точкової групи ефекту, який є властивістю даного середовища. Оскільки гіраційний тензор, який володіє симетрією аксіального тензора другого рангу — {\displaystyle \infty 2\,}, не становить підгрупи групи симетрії центросиметричного середовища — природна оптична активність не може існувати в такому середовищі. Відповідно до симерійного принципу Кюрі при впливі на середовище зовнішньої дії симетрія середовища понижується до групи симетрії, яка є перетином множин груп симетрії дії і середовища. Таким чином, вплив електричного поля з симетрією полярного вектора (група симетрії — {\displaystyle \infty mm\,}) на кристал, який володіє центром симетрії приводить до пониження симетрії кристала до ацентричної групи симетрії, яка дозволяє появу оптичної активності. Однак при квадратичному електрогіраційному ефекті симетрія дії повинна розглядатись як симетрія діадного добутку двох полярних векторів напруженості електричного поля {\displaystyle E_{m}E_{n}\,}, тобто як симетрія полярного тензора другого рангу (група симетрії — {\displaystyle \infty /mmm\,}). Така центросиметрична дія не може понизити симетрію середовища до ацентричного стану. Саме це і є причиною того, що квадратична електрогірація може існувати лише в ацентричних середовищах.

### Власні хвилі при електрогірації
У загальному випадку поширення світла в оптично анізотропних напрямках при електрогіраційному ефекті власні хвилі середовища стають еліптично поляризованими з повертанням азимута осі еліпса поляризації. Еліптичність і азимут визначаються співвідношеннями:
{\displaystyle \kappa ={\frac {\Delta G}{2\Delta n{\overline {n}}}}\,}, (7)
{\displaystyle \tan 2(\alpha -\chi )={\frac {2\kappa }{1+\kappa ^{2}}}\tan {\boldsymbol {\Gamma }}\left(1+{\frac {P\tan 2\alpha +(1-R)}{R+\tan ^{2}2\alpha }}\right)\,}, (8)
відповідно, де:
- {\displaystyle \alpha \,} — орієнтація азимута лінійно поляризованого падаючого світла відносно осей оптичної індикатриси
- {\displaystyle \Delta n\,} — лінійне двозаломлення
- {\displaystyle {\boldsymbol {\Gamma }}\,} — різниця фаз
- {\displaystyle P={\frac {(1-\kappa ^{2})^{2}}{2\kappa (1+\kappa ^{2})}}\,}
- {\displaystyle R=\left({\frac {2\kappa }{1+\kappa ^{2}}}\right)^{2}+\left({\frac {1-\kappa ^{2}}{1+\kappa ^{2}}}\right)^{2}\,}.

У випадку поширення світла в оптично ізотропному напрямку, власні хвилі стають циркулярно поляризованими () з різними фазовими швидкостями і різними знаками циркулярної поляризації (правим і лівим). Тоді співвідношення (8) може бути спрощеним для опису повертання площини поляризації світла:
{\displaystyle 2(\alpha -\chi )={\boldsymbol {\Gamma }}\,}, (9)
або
{\displaystyle \rho d=\alpha -{\frac {\boldsymbol {\Gamma }}{2}}\,}, (10)
де {\displaystyle d\,} — довжина зразка у напрямку поширення світла.
Для напрямків поширення світла далеких від оптичної осі еліптичність {\displaystyle \kappa \,} є малою і можна у (8) знехтувати членами з {\displaystyle \kappa ^{2}\,}. Тоді для опису орієнтації азимута еліпса поляризації і гіраційного тензора використовуються спрощені співвідношення:
{\displaystyle \tan 2\chi =-2\kappa \sin {\boldsymbol {\Gamma }}\,}, (11)
або
{\displaystyle g_{kl}=2\chi \Delta n{\overline {n}}\,}. (12)
Відповідно до співвідношення (11) при поширенні світла в анізотропних напрямках гіраційний (або електрогіраційний) ефект проявляється в осциляціях азимута еліпса поляризації при зміні різниці фаз.

### Експериментальні результати
Електрогіраційний ефект вперше спостерігався у квадратичному прояві в кристалах кварцу. Пізніше, як лінійна, так і квадратична електрогірація вивчалась в діелектричних (HIO3, LiIO3, PbMoO4, NaBi(MoO4)2, Pb5SiO4(VO4)2, Pb5SeO4(VO4)2, Pb5GeO4(VO4)2, галунах та ін.) напівпровідникових (AgGaS2, CdGa2S4), сегнетоелектричних (кристалах сімейств ТГС, сегнетової солі, Pb5Ge3O11 і KDP та ін.) і фоторефрактивних(BiSiO20, BiGeO20) матеріалах. Електрогіраційний ефект індукований потужним лазерним випромінюванням (самоіндукована електрогірація) вивчався в. Вплив електрогірації на фоторефрактивний запис досліджувався в. Електрогірація, по суті, стала першим виявленим явищем градієнтної нелінійної оптики, оскільки з точки зору нелінійної електродинаміки, при врахуванні частотних перестановок, існування градієнта електричного поля світлової хвилі в межах невеликої довжини (наприклад сталої ґратки) відповідає макроскопічному градієнту зовнішнього електричного поля.